# Flåm
Pour les articles homonymes, voir Flam.
Flåm [floːm] est un village portuaire de la municipalité d'Aurland, en Norvège.

## Localisation
Il est situé au bout de l'Aurlandsfjord et est le point de départ de la ligne Flåmsbana, qui est connectée à la ligne Bergensbanen reliant Oslo à Bergen. Il constitue un point de passage touristique important.

## Transports
Le village de Flåm est une destination touristique depuis la fin du XIXe siècle. Il reçoit près de 450 000 visiteurs par an. La plupart viennent pour la ligne de chemin de fer Flåmsbana, qui parcourt les 20 km entre la gare de Flåm et celle de Myrdal dans un décor grandiose. C'est l'une des lignes les plus pentues au monde, si on exclut les chemins de fer à crémaillère. Une ancienne gare à Flåm abrite dorénavant un musée consacré à la ligne.
Le port de Flåm reçoit 131 bateaux par an, incluant le Queen Mary 2.
La piste Rallarvegen (en) entre Flåm et Finse est populaire auprès des touristes à vélo.
La route européenne 16 allant à Oslo traverse Flåm.

## Galerie

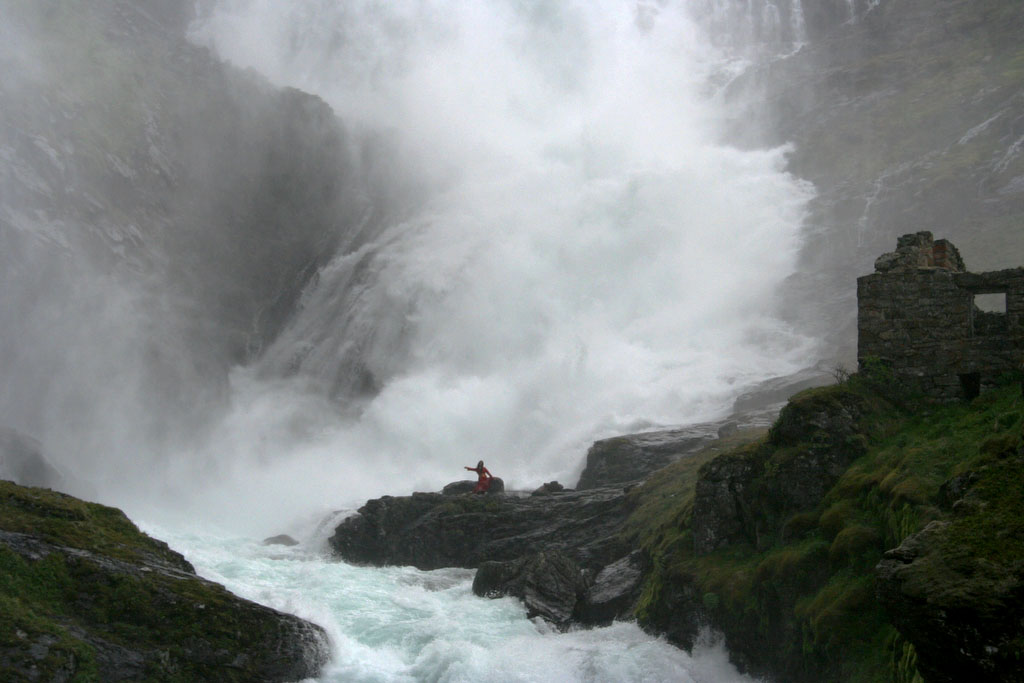
La cascade Kjosfossen, sur le parcours de la Flåmsbana.
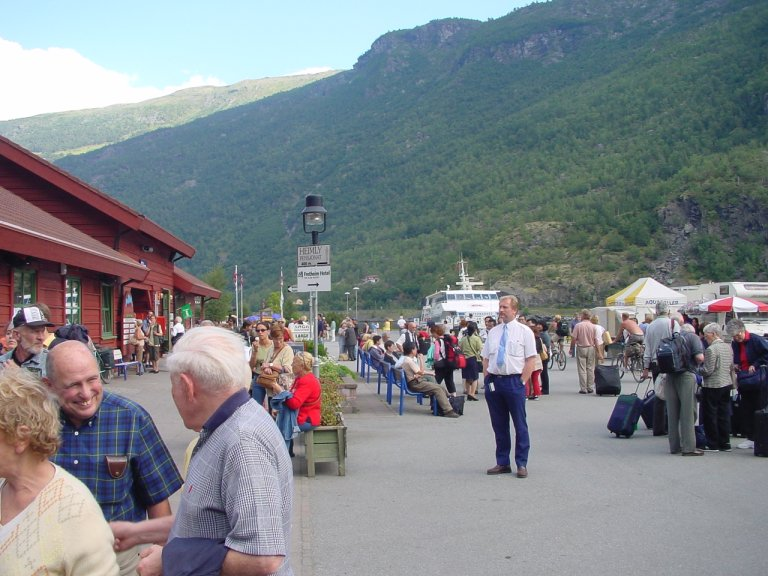
Touristes à la gare de Flåm.
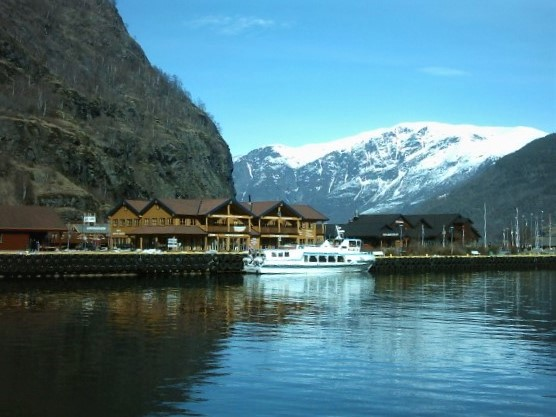
Le port de Flåm.
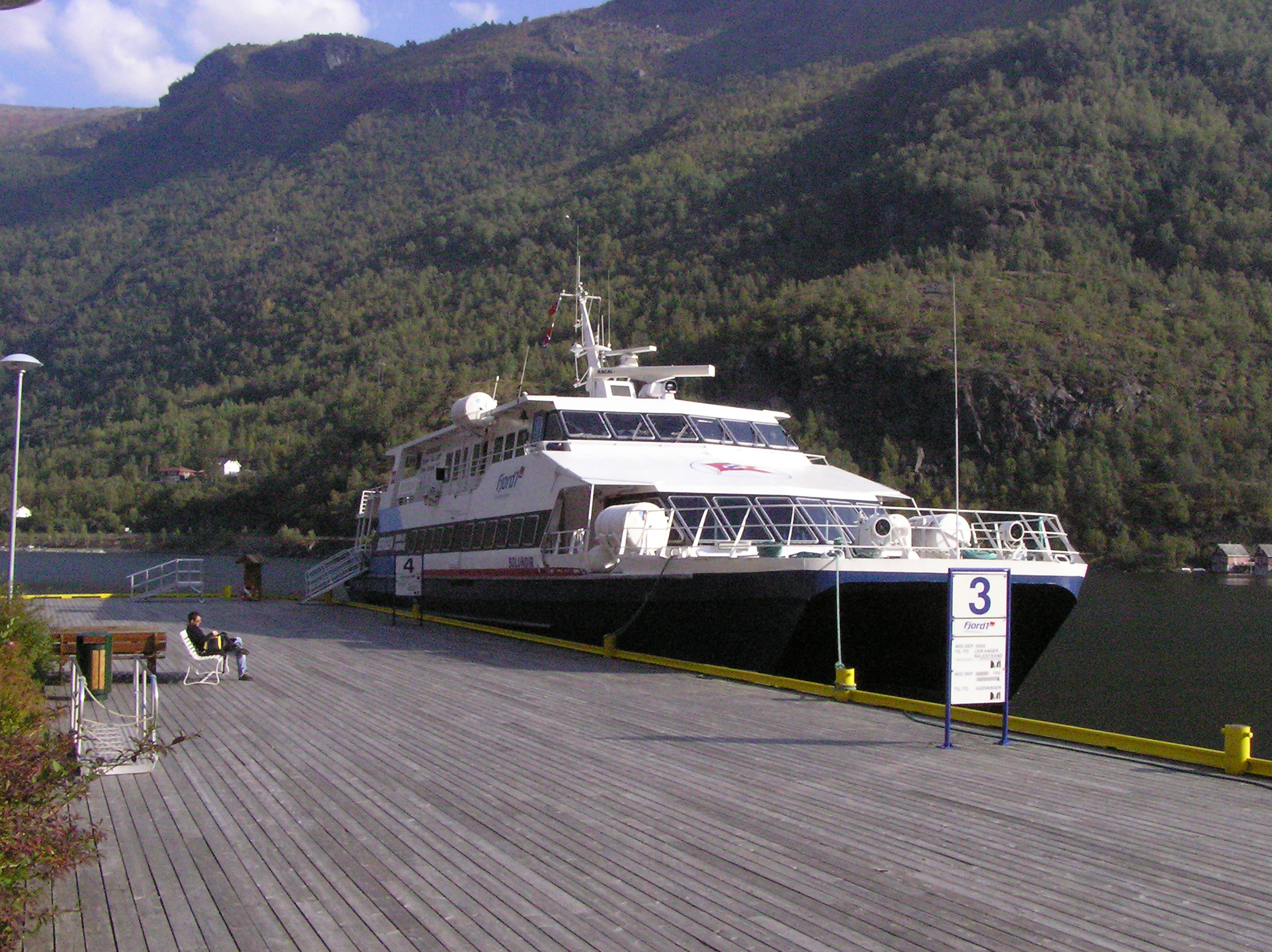
Un bateau accosté au port de Flåm.
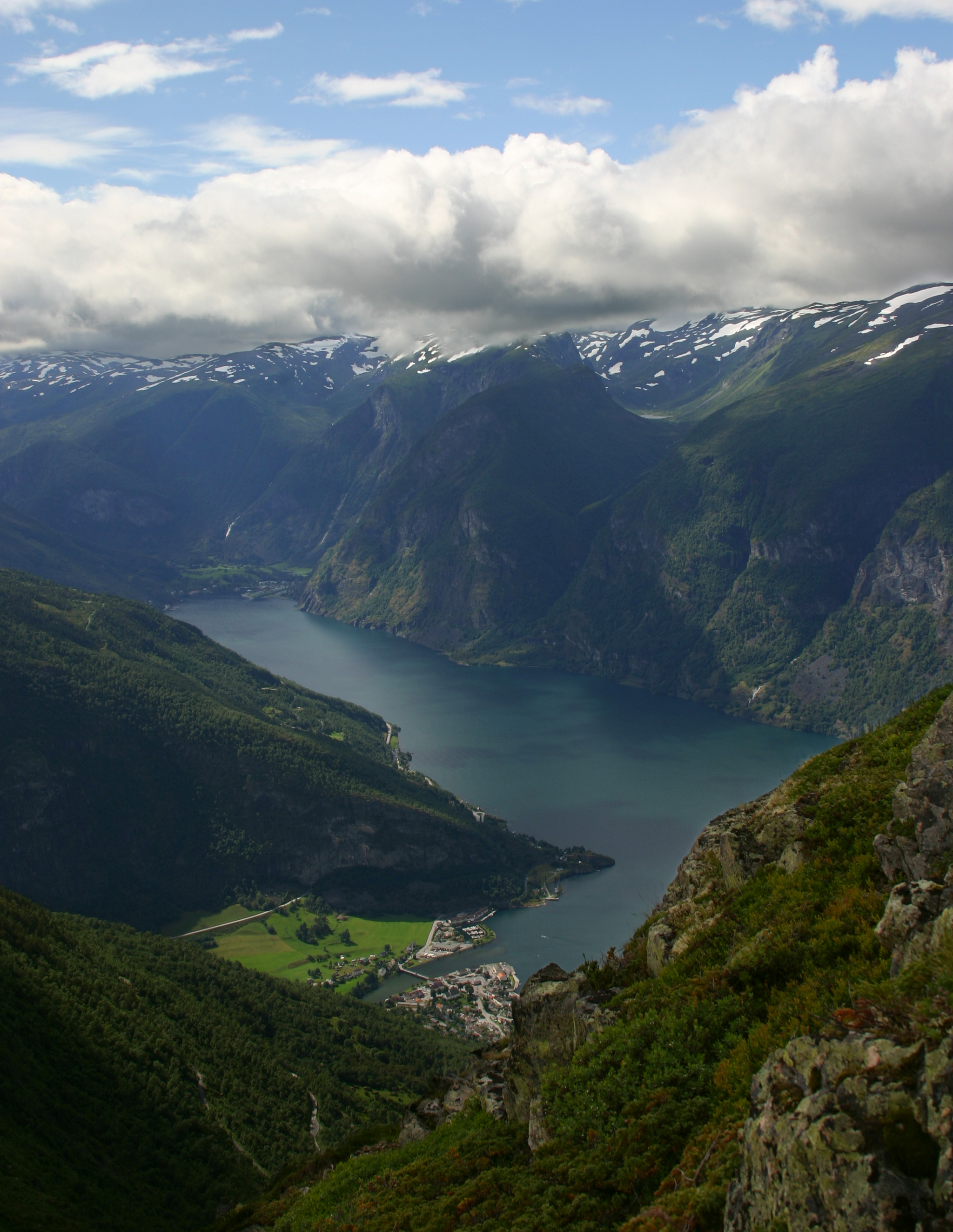
Vue de l'Aurlandsfjord et de Flåm.
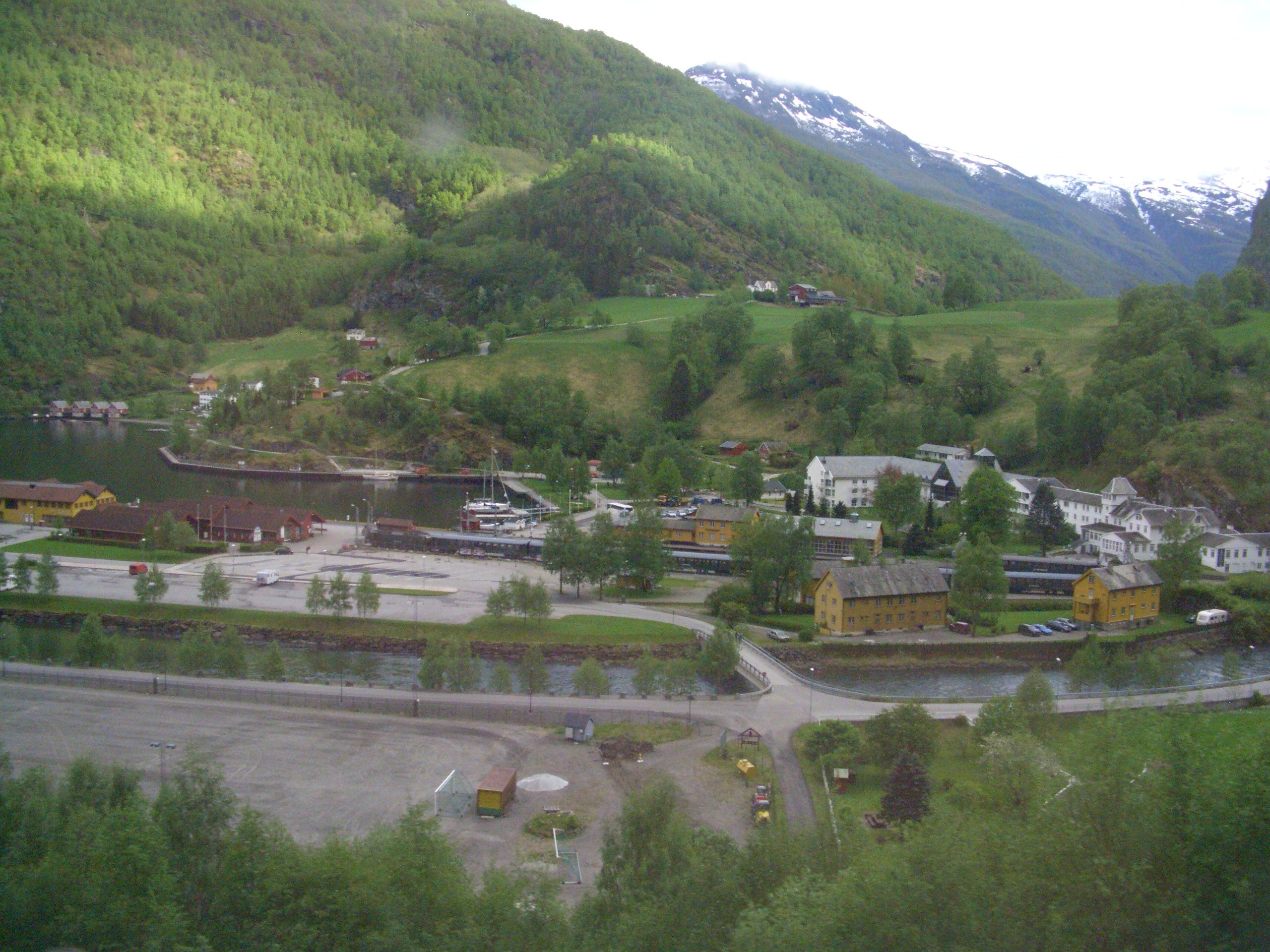
Vue de Flåm
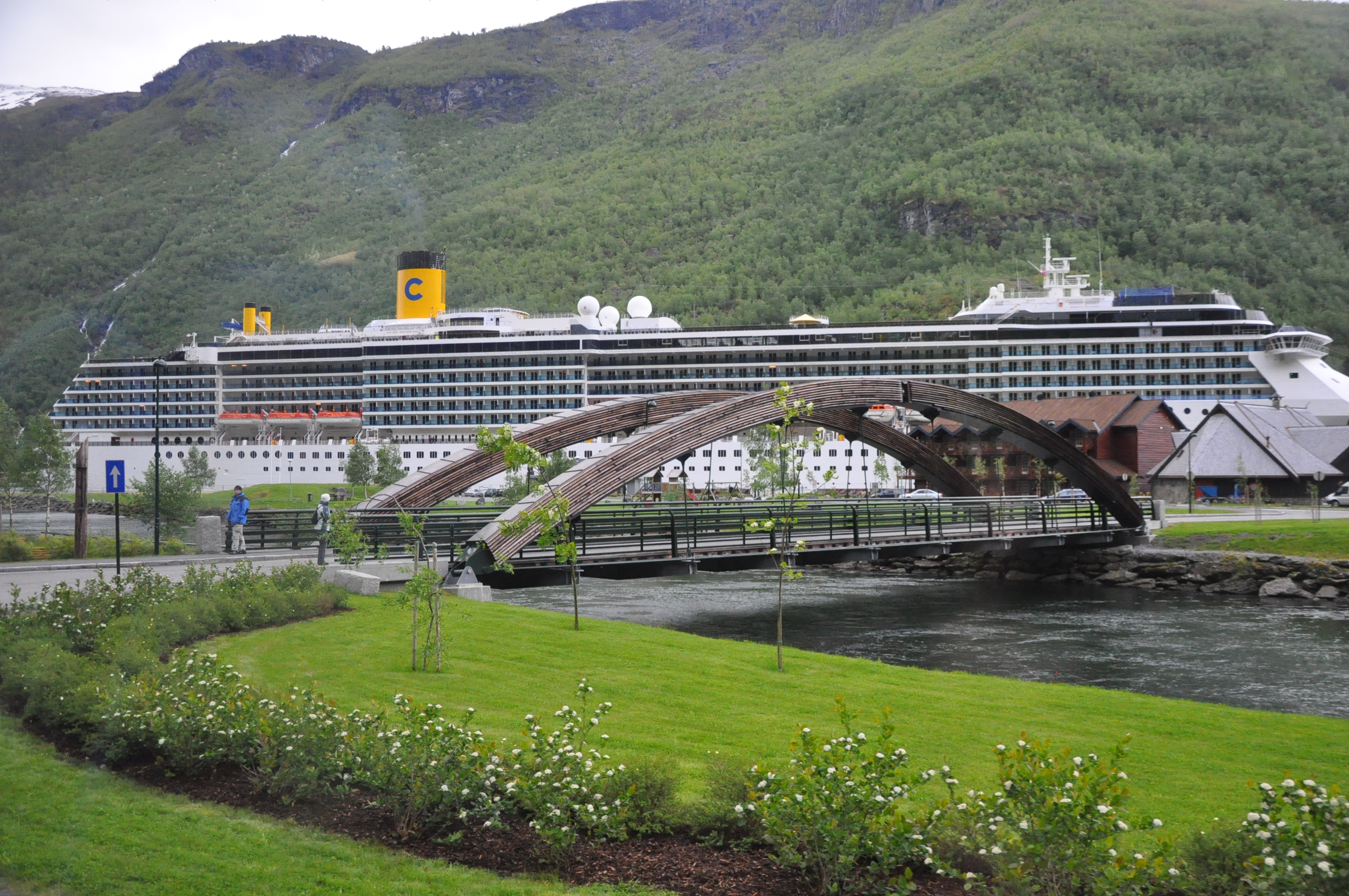
Le pont de Flåm et un bateau de croisière derrière.
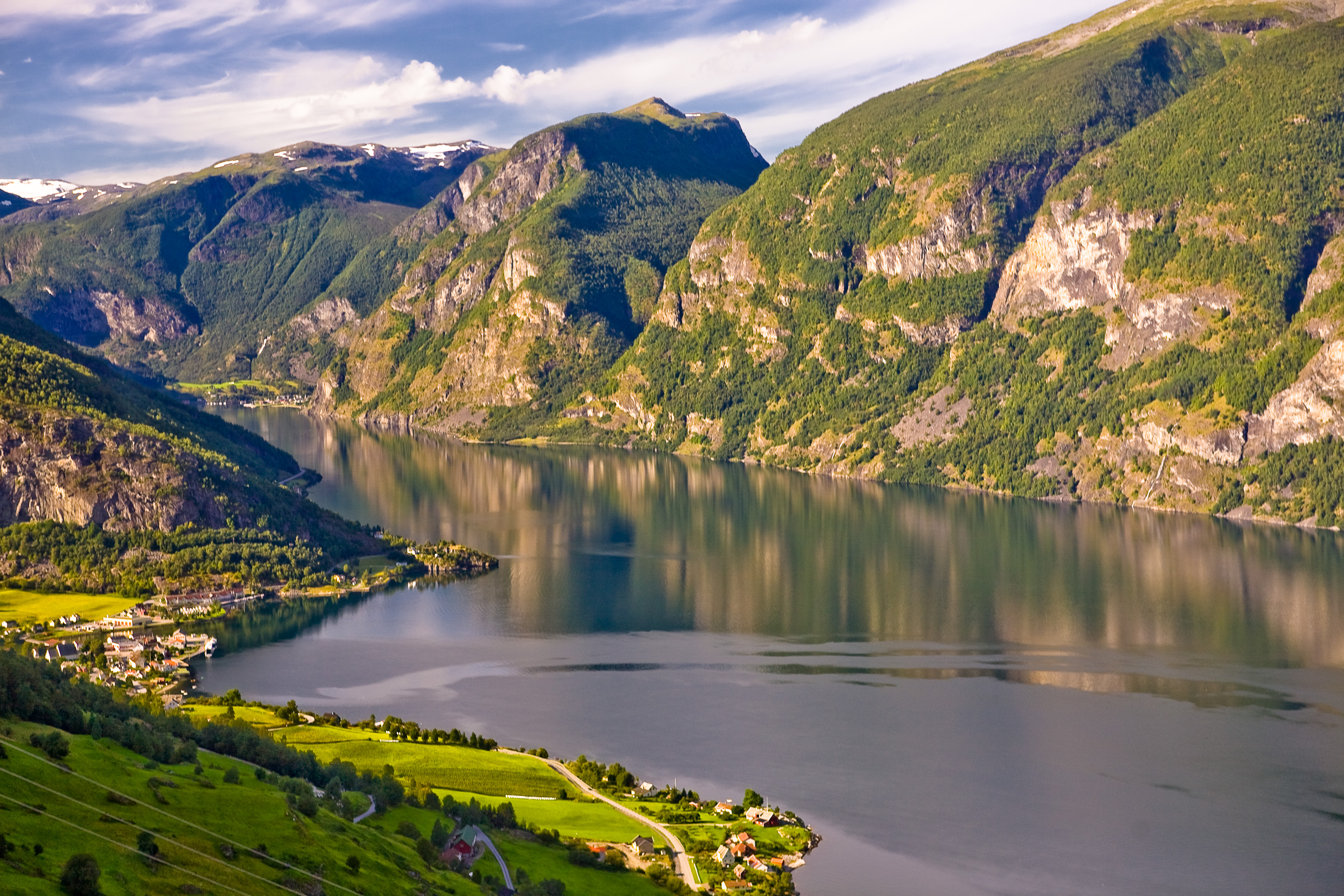
Vue de Aurlandsvangen et Flåm.
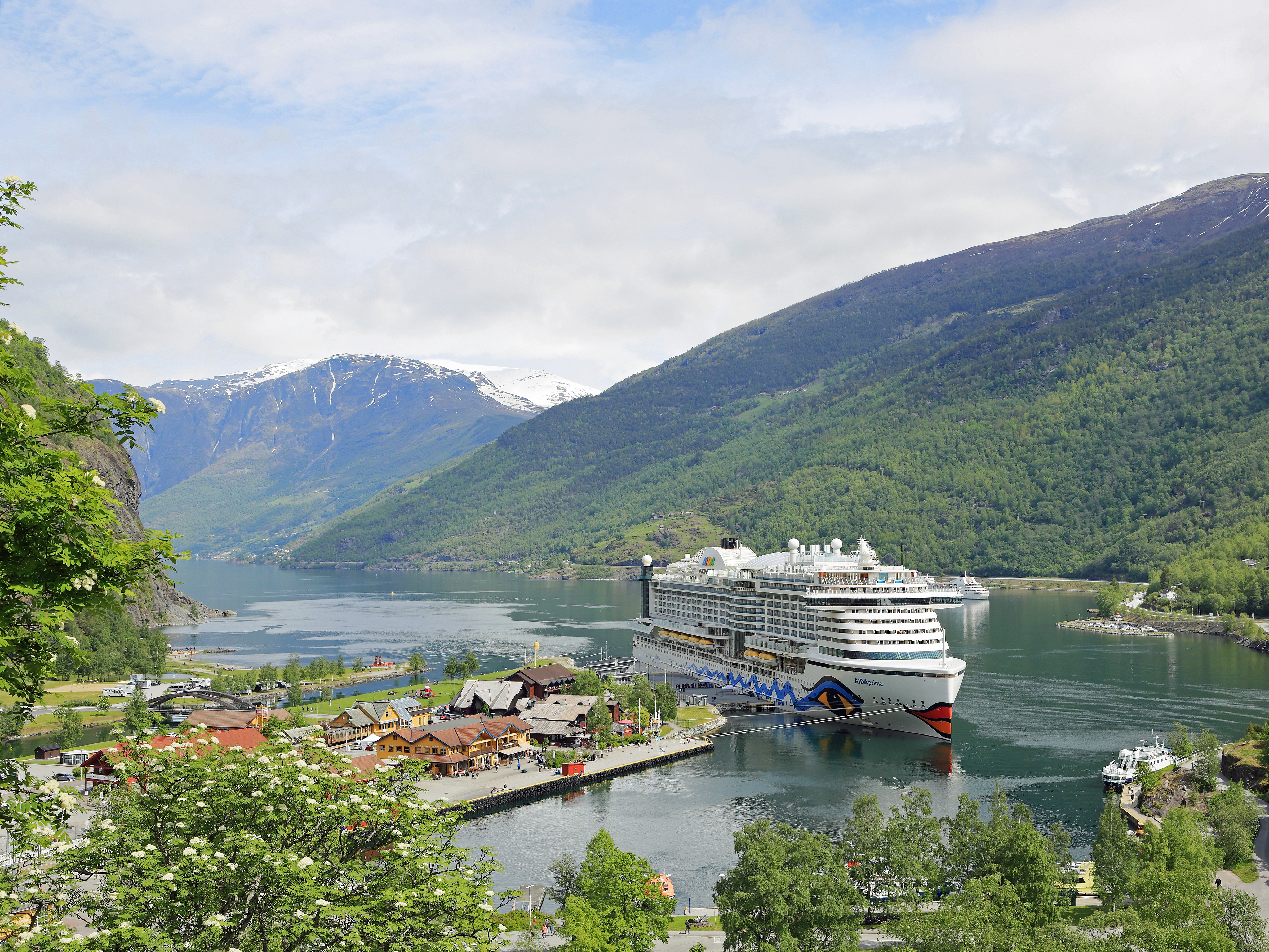
Le AIDAprima, un bâtiment de la société Aida Cruises, à quai à Flåm. Juin 2022.